# Higashimiyoshi
Higashimiyoshi (東みよし町?) è una cittadina giapponese della prefettura di Tokushima.